# Kalabra jezik
Kalabra jezik (ISO 639-3: kzz; beraur), zapadnopapuanski jezik uže zapadnovogelkopske skupine, kojim govori 3 290 ljudi (2000) na zapadu poluotoka Vogelkop (Bird’s Head), Indonezija.
Leksički mu je najbliži tehit [kps] 60%.

## Vanjske poveznice
- Ethnologue (14th)
- Ethnologue (15th)